# Die lustigen Nibelungen
Die lustigen Nibelungen (en français Les Joyeux Nibelungen) est une opérette d'Oscar Straus sur un livret de Rideamus (pseudonyme de Fritz Oliven).

## Histoire
Depuis la fondation de l'Empire allemand, les figures héroïques allemandes et surtout la Chanson des Nibelungen ont un succès. Elles servent de figures d'identification pour le nouvel État. Un certain nombre de récits et de versions théâtrales de la Chanson des Nibelungen sont publiés, dont la pièce Die Nibelungen de Friedrich Hebbel en 1861 et la tétralogie d'opéra L'Anneau du Nibelung de Richard Wagner entre 1849 et 1876.
Rideamus et Straus créent une parodie sous la forme d'une opérette sur les idées wilhelmiennes d'héroïsme. L'intrigue est grandement simplifiée d'une manière amusante : Siegfried est un fabricant de vin mousseux, et l'intrigue épique est traduite en drame avec un ton burlesque. Finalement, Kriemhild et Brunhilde doivent partager leur Siegfried. Musicalement, Straus fait des références parodiques à Wagner, mais reste par ailleurs dans le langage musical de l'opérette.
Les modèles artistiques sont les parodies françaises de l'Antiquité de Jacques Offenbach, comme La Belle Hélène (1864). Die lustigen Nibelungen est un cas particulier : les parodies et les travestissements de pièces et d'opéras connus sont rares dans l'opérette viennoise. Dans l'Alt-Wiener Volkstheater, elles sont extrêmement courantes, comme la parodie tardive de Johann Nestroy de Tannhäuser de Wagner (1857).
L'opérette provoque à plusieurs reprises des protestations des cercles nationalistes allemands, par exemple lors d'une représentation à Graz en 1906, qui est interrompue par des membres d'une Burschenschaft. En 1911, elle a un succès au Theater des Westens à Berlin. L'opérette est interdite pendant le Troisième Reich, d'autant plus que Straus est d'origine juive, puis tombe dans l'oubli. Elle n'est jouée régulièrement que depuis les années 1970.

## Chansons
Premier acte
- Ouverture
- Er sieht so miesepetrig aus – Ensemble
- Da wuchs in Isenlande – Gunther
- Du musst nicht so romantisch sein – Ensemble
- Einst träumte Kriemhilden – Kriemhild, Ensemble
- Ich bracht's auf dem Gymnasium – Siegfried, Ensemble
- Einst hatt ich Geld und Gut – Siegfried, Ensemble
- Hei, gnädiges Fräulein, habe die Ehre! – Siegfried, Kriemhild, Ensemble
- Kreuz-Millionen-Donnerwetter! – Brunhilde, Gunther, Ensemble
- Heil, König Gunther! – Ensemble
- Recken von Alt-Burgund – Ensemble

Deuxième acte
- Ach war das 'ne schöne Hochzeit! – Ensemble
- Jetzt, wo die Nacht zur süßen Ruhe ladet – Kriemhild, Siegfried
- Brunhilde, mach auf! – Gunther, Brunhilde, Siegfried, Ensemble
- Ach! Hagen, Thu mir den einz'gen Gefallen – Gunther, Ensemble

Troisième acte
- Nun so lass uns denn Siegfried ermorden – Ensemble
- Ich hab' ein Bad genommen – Siegfried
- Sie sieht so miesepetrig aus – Siegfried, Brunhilde, Vogel
- Er hat verletzt Brunhilde – Ensemble

## Source de la traduction
- (de) Cet article est partiellement ou en totalité issu de l’article de Wikipédia en allemand intitulé « Die lustigen Nibelungen » (voir la liste des auteurs).